# جثجاث
جثجاث واسمه العلمي (Pulicaria guestii)، هي عشبة معمرة ذات رائحة عطرية وتنمو في الصحاري الجافة، يبلغ ارتفاعه ما بين 15 إلى 35 سم، أزهاره صفراء قطرها ما بين 15 إلى 25 مم. يكثر تواجده في شبه الجزيرة العربية.